# Great Hinton
Great Hinton est une paroisse civile et un village du Wiltshire, en Angleterre.